# Final da Copa do Mundo de Clubes da FIFA de 2013
A Final da Copa do Mundo de Clubes da FIFA de 2013 foi realizada em 21 de dezembro de 2013 no Stade de Marrakech, em Marrakech.

## Bayern de Munique
O Bayern de Munique chegou a esta final após vencer, na partida semifinal, a equipe chinesa do Guangzhou Evergrande em 17 de dezembro, por 3 a 0, com gols de Ribéry, Mandžukić e Götze. Neste mundial, o Bayern sofreu a baixa de três importantes jogadores: Badstuber, Robben e Schweinsteiger.

## Raja Casablanca
O Raja Casablanca chegou à final após vencer na semifinal o Atlético Mineiro, em 18 de dezembro, por 3 a 1, com gols de Iajour, Moutouali e Mabidé. O gol do Atlético Mineiro foi marcado por Ronaldinho Gaúcho, após cobrança de falta.
O Raja foi o segundo time fora do eixo CONMEBOL-UEFA a chegar a final. O primeiro foi o congolês Mazembe, em 2010.
Foi também o segundo finalista representante do país-sede, sucedendo o Corinthians, campeão em 2000, no Brasil. O vice-campeão de 2000, o também brasileiro Vasco da Gama, representava a Copa Libertadores.

## A partida

### O Jogo
O Bayern dominou a partida desde o início, aproveitando o recuo do Raja Casablanca e adiantando a marcação, sufocando a saída de bola dos marroquinos. Após cobrança de escanteio ensaiada aos sete minutos, Boateng saiu da área para desviar a bola para o meio. Dante, ficou sozinho, com o zagueiro do Raja dando condições de jogo. O brasileiro pegou bonito, de direita, para estufar as redes e marcar o primeiro gol do jogo. A equipe do marroquina tentou surpreender com as jogadas rápidas de Iajour, mas as finalizações não foram precisas. O relógio marcava 21 minutos do segundo tempo, quando Alaba conseguiu ótima jogada e rolou de volta para Thiago, que finalizou bonito, no cantinho, sem chances para o goleiro Askri. O Bayern ainda teve algumas chances para ampliar o marcador mas acabaram diminuíram o ímpeto ofensivo e tornaram a equipe menos objetiva. Aos 38', Mabide, que entrou no segundo tempo e que havia marcado um gol contra o Atlético, ficou cara a cara com Neuer, mas o goleiro alemão fez uma defesa espetacular. No rebote, Moutaouali bateu para o gol aberto e mandou por cima, para desespero de seus companheiros e do treinador. Fim de Jogo. o Bayern de Munique era campeão mundial.

### Detalhes da partida
| 21 de dezembro | Bayern de Munique     | 2 – 0     | Raja Casablanca | Stade de Marrakech, Marrakech             |
| 19:30          | Dante 7' · Thiago 22' | Relatório |                 | Público: 37 774 Árbitro: BRA Sandro Ricci |

| Bayern de Munique | Raja Casablanca |

| BAYERN DE MUNIQUE: |    |                 |  |     |
|                    |    |                 |  |     |
| G                  | 1  | Manuel Neuer    |  |     |
| LD                 | 13 | Rafinha         |  |     |
| Z                  | 17 | Jérôme Boateng  |  |     |
| Z                  | 4  | Dante           |  |     |
| LE                 | 27 | David Alaba     |  |     |
| V                  | 21 | Philipp Lahm    |  |     |
| M                  | 11 | Xherdan Shaqiri |  | 80' |
| M                  | 6  | Thiago          |  |     |
| M                  | 39 | Toni Kroos      |  | 60' |
| M                  | 7  | Franck Ribéry   |  |     |
| A                  | 25 | Thomas Müller   |  | 76' |
| Substituições:     |    |                 |  |     |
| M                  | 8  | Javi Martínez   |  | 60' |
| A                  | 9  | Mario Mandžukić |  | 76' |
| M                  | 19 | Mario Götze     |  | 80' |
| Treinador:         |    |                 |  |     |
| Pep Guardiola      |    |                 |  |     |

| RAJA CASABLANCA: |    |                    |     |     |
|                  |    |                    |     |     |
| G                | 61 | Khalid Askri       |     |     |
| LD               | 3  | Zakaria El Hachimi |     |     |
| Z                | 27 | Ismail Benlamalem  |     |     |
| Z                | 16 | Mohamed Oulhaj     | 55' |     |
| LE               | 21 | Adil Kerrouchy     |     |     |
| V                | 99 | Issam Erraki       |     |     |
| V                | 28 | Kouko Guehi        |     |     |
| A                | 8  | Chemseddine Chtibi |     | 50' |
| M                | 5  | Mouhcine Moutouali |     |     |
| A                | 18 | Abdelilah Hafidi   |     | 88' |
| A                | 20 | Mouhcine Iajour    |     | 78' |
| Substituições:   |    |                    |     |     |
| M                | 24 | Vianney Mabidé     |     | 50' |
| LD               | 17 | Rachid Soulaimani  | 79' | 78' |
| A                | 10 | Badr Kachani       |     | 88' |
| Treinador:       |    |                    |     |     |
| Faouzi Benzarti  |    |                    |     |     |

| Homem do Jogo: Franck Ribéry (Bayern de Munique) Bandeirinhas: BRA Emerson de Carvalho BRA Marcelo Van Gasse Quarto árbitro: USA Mark Geiger Quinto árbitro: USA Sean Hurd | Regras do jogo - 90 minutos. - 30 minutos de prorrogação caso necessário. - Disputa por pênaltis se ainda estiver empatado. - 12 substitutos. - Máximo de 3 substituições. |

## Premiações
| Copa do Mundo de Clubes da FIFA de 2013 |
| Alemanha                                |
| --------------------------------------- |
| Bayern de Munique Campeão (1º título)   |

Fair Play
| Fair play | Bayern de Munique |

### Individuais
| Bola de Ouro  | Bola de Prata | Bola de Bronze  |
| ------------- | ------------- | --------------- |
| Franck Ribéry | Philipp Lahm  | Mouhcine Iajour |

Fonte: 